# Centre archéologique du Var
Le Centre archéologique du Var (CAV) est une association française régie par la loi de 1901 qui œuvre à la préservation et à la valorisation du patrimoine archéologique de la Région Provence-Alpes-Côte d'Azur.
Son siège social se trouve depuis sa fondation en 1957 situé sur la commune de Toulon, actuellement au 335, avenue des Dardanelles Toulon (Var).

## Buts et moyens
Fondé en 1957 à la demande des services de l’État (Direction régionale des Affaires culturelles, Service régional de l'archéologie), initialement dénommé sous le nom de « Centre de Documentation Archéologique du Var », le CAV intervient aussi bien sur des sites pré- et protohistoriques, antiques et médiévaux, en contexte urbain ou milieu rural. 
Il est composé de personnel salarié, diplômé en archéologie et médiation du patrimoine, et de nombreux membres bénévoles, professionnels de l’archéologie ou amateurs. 
Des liens étroits, encadrés par des conventions annuelles et/ou pluriannuelles, permettent au Centre Archéologique du Var de travailler en collaboration avec les institutions scientifiques et de bénéficier du soutien des collectivités territoriales.
Outre des opérations de recherche et d’archéologie expérimentale, le CAV assure règulièrement la diffusion des résultats de ses recherches auprès de tous les publics, à travers l’organisation de conférences, d’expositions et d’ateliers à destination des milieux scolaires, contribuant ainsi à leur sensibilisation à l'étude et à la conservation du patrimoine en général. 

### Archéologie programmée
Le CAV assiste les chercheurs dans le montage et la réalisation d'opérations programmées de terrain (fouilles, études de bâti, prospections, sondages) et par la diffusion des résultats des recherches.
Il peut ainsi porter un projet ou en assurer la responsabilité, salarier des techniciens ou des spécialistes, mettre à disposition des moyens humains et matériels.
- Sites, dégagés lors des fouilles de juillet 1978 qui ont suivi les prospections archéologiques d'André Taxil[2] préhistorien au Centre de documentation archéologique du Var, au Domaine des Treilles, sur les communes de Tourtour-Flayosc, sur le site d'Arquinaut.

### Inventaires et études de mobilier et gestion de collections archéologiques
En accord avec les services de l’État, le Centre Archéologique du Var est en mesure de prendre en charge l’inventaire, le traitement, le reconditionnement et l’étude des collections archéologiques, qu’elles soient publiques ou privées. 
- Le laboratoire offre aux musées et aux dépôts de fouilles un service d'aménagement de réserves et des systèmes de stockage de matériels adaptés aux différents types d'environnement. A ce titre, dans le cadre d’une convention tripartite de dépôt entre l‘État, la ville de Toulon et le Centre Archéologique du Var, le CAV gère les collections archéologiques de la ville de Toulon[3] ainsi que la documentation afférente à travers le suivi des mouvements, la conservation préventive, les inventaires…
- Le Centre Archéologique du Var pilote et accompagne, scientifiquement et techniquement, des projets de valorisation patrimoniale en collaboration avec des propriétaires de site, privés ou publics, dans le Var et dans la région Provence-Alpes-Côte d'Azur (PACA). Cette mise en valeur peut se traduire dans la mise en œuvre de projets de protection et de consolidation du site lui-même, dans la création de signalétiques permanentes ou temporaires ainsi que dans la conception de supports de visites. Elle peut également s’entendre sous forme d’expositions, de visites guidées et de conférences[4].

### Actions de sensibilisation
- Le Centre Archéologique du Var, structure agréée par la délégation académique à l’éducation artistique et culturelle (DRAC) depuis 2010 et “Jeunesse et éducation populaire” (JEP) depuis 2015[5] , propose, à destination du public jeune et scolaire, un large choix d’ateliers et de visites basés sur la découverte de l’archéologie, du patrimoine et du paléoenvironnement.
- Archéologie en famille / Journées du Patrimoine à Toulon
- Expositions. Le Centre Archéologique du Var organise des expositions dans ses locaux ainsi que, à la demande d’institutions publiques (mairies, université…) ou privées (viticulteurs), dans leurs propres locaux sur des thèmes généraux ou à partir de leurs collections archéologiques et patrimoniales.

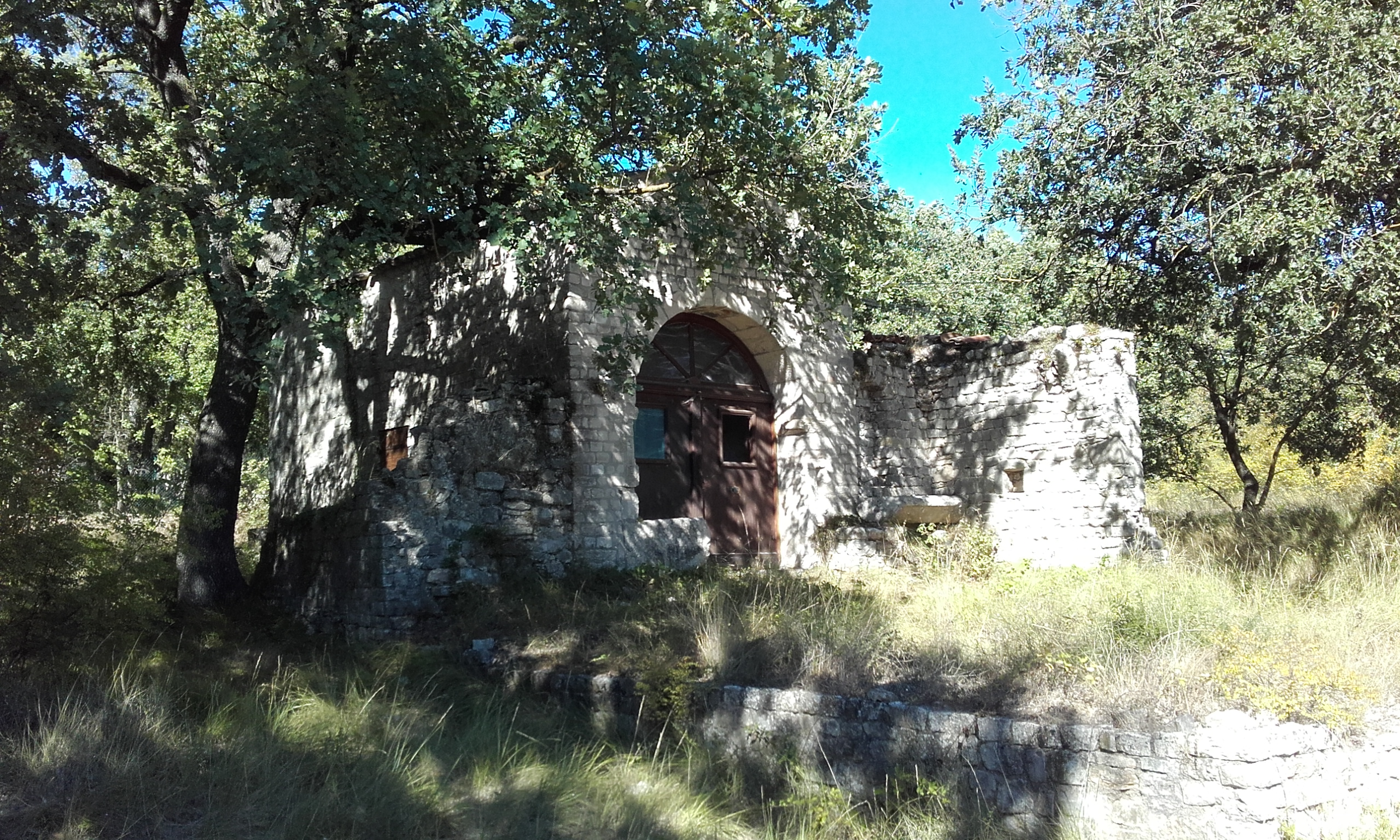
Le Mausolée de Callas

### Autres activités
- Gestion de la Chapelle de la Trinité de Callas, propriété du Centre archéologique du Var[6],[7]. Cet édifice a fait l'objet d'une inscription sur l'Inventaire supplémentaire des monuments historiques depuis le 24 mai 1974[8].

## Centre de documentation
Laboratoire de conservation, restauration et recherches du Centre archéologique du Var, rattaché au Centre de Recherches Archéologiques du CNRS (250 av. A. Einstein, Sophia-Antipolis, 06560 Valbonne) et au Centre Archéologique du Var, soutenue par le Ministère de la Culture, le laboratoire fait partie du réseau des Ateliers Décentralisés de la Direction des Musées de France (DMF).
- Directeur du CRA du CNRS : Françoise Audouze,
- Directeur du Laboratoire : William Mourey.

## Travaux
- Les populations protohistoriques du Sud-Est de la France : Essai d'approche démographique. Thèse pour l'obtention du grade de docteur en Archéologie à l'université de Provence, présentée et soutenue publiquement par Delphine Isoardi, à Aix-en-Provene, Novembre 2008. Annexe 8 : Références bibliographiques pour la saisie des données de la base occupation du sol : Certains départements bénéficient de publications régulières, rendant compte des travaux réalisés dans l’année, comme avec le Centre Archéologique du Var, cité 54 fois.
- Une revue bi-annuelle  présente des notices et des comptes rendus consacrés à l’actualité archéologique dans le Var ainsi que des articles d’approfondissement sur les résultats de ces recherches. Le travail systématique de collecte et de classement des données archéologiques a abouti, en 1999, à la publication des deux volumes de la Carte Archéologique de la Gaule pour le département du Var
- Carte archéologique de la Gaule 83-1 : Le Var, par J.-P. Brun, avec la collaboration de M. Borréani